# Refresh the Demon
Refresh the Demon (Refrescar al Demonio) es el quinto álbum de estudio de la banda de thrash metal Annihilator. Fue lanzado en el año 1996.

## Lista de canciones
| N.º | Título de la canción   | Compositores            | Duración |
| --- | ---------------------- | ----------------------- | -------- |
| 1   | Refresh the Demon      | Jeff Waters             | 05:26    |
| 2   | Syn. Kill 1            | Jeff Waters             | 04:26    |
| 3   | "Awaken                | Jeff Waters             | 00:53    |
| 4   | The Pastor of Disaster | Jeff Waters             | 05:00    |
| 5   | A Man Called Nothing   | Jeff Waters, Jonh Bates | 05:52    |
| 6   | Ultraparanoia          | Jeff Waters             | 04:29    |
| 7   | City of Ice            | Jeff Waters, Jonh Bates | 04:18    |
| 8   | Anything for Money     | Jeff Waters             | 03:35    |
| 9   | Hunger                 | Jeff Waters, Jonh Bates | 04:53    |
| 10  | Voice and Victims      | Jeff Waters, Jonh Bates | 04:18    |
| 11  | Innocent Eyes          | Jeff Waters             | 05:03    |

- Datos: Q2262029